# Charváty
Charváty (en allemand : Charwath) est une commune du district et de la région d'Olomouc, en République tchèque. Sa population s'élevait à 887 habitants en 2020.

## Géographie
Charváty se trouve à 9 km au sud d'Olomouc, à 81 km à l'ouest-sud-ouest d'Ostrava et à 212 km à l'est-sud-est de Prague.
La commune est limitée par Blatec au nord, par Grygov à l'est, par Dub nad Moravou au sud, et par Vrbátky à l'ouest.

## Histoire
La première mention écrite de la localité date de 1234.